# Alain Semont
Alain Semont (...) è un medico e fisioterapista francese.
Deve gran parte della sua fama a una particolare tecnica riabilitativa, la Manovra di Semont, utile nella cura di un particolare disturbo dell'equilibrio detto Cupololitiasi o Vertigine parossistica benigna.

## Biografia
Nel 1980 il fisioterapista francese stava visitando un paziente che lamentava vertigini che mutavano di intensità con i movimenti del capo. Ad un tratto una vertigine più intensa fece sì che il paziente, seduto sul lettino nello studio di Semont, cadesse su un lato. Rialzatosi, era stranamente guarito. Quindi Semont trasse la conclusione che il brusco movimento laterale avesse riportato il materiale otolitico (causa del disturbo) nella posizione ideale. La manovra è tuttora applicata per risolvere casi analoghi, con una buona percentuale di successo o comunque di miglioramento delle condizioni del paziente.